# Rava (Amora)
Pour les articles homonymes, voir Rava.
Rav Abba ben Yossef bar Ḥama (vers 280 - 352), exclusivement mentionné dans le Talmud sous le nom de Rava (hébreu : רבא), est un amora babylonien qui appartient à la quatrième génération d'amoraims. Il a pour maître principal Rav Nahman. Le Talmud l’oppose souvent à Abaye dans des discussions sur des « anicroches » considérées comme le sommet en matière d’examen de loi et droit talmudique. Rava fait le plus souvent montre d’une ligne souple et pragmatique, l’emportant systématiquement sur son collègue sauf en six points de loi. Après la mort d’Abaye, il déplace l’académie talmudique à Veh-Ardashir, et la dirige pendant quatorze ans. Il est l'un des rabbins les plus souvent cités dans le Talmud.

## Biographie
Rava nait vers 280 à Veh-Ardashir (une banlieue de Ctésiphon, la capitale de l'Empire perse ), où son père, Rav Yossef, scholarque de Poumbedita, est un savant riche et éminent dont il hérite une fortune considérable. Dans sa jeunesse, il va à Soura, où il assiste aux conférences de Rav Chisda et étudie avec Rami bar Hama. Environ dix ans après la mort de Rami, Rava épouse sa veuve, la fille de Rav Chisda. On raconte que la fille de Rav Chisda était assise dans la classe de son père, tandis que ses élèves, Rava et Rami bar Hama, se tenaient devant eux. Lorsque Rav Chisda lui demanda lequel des deux elle voulait épouser, elle répondit « les deux », et Rava ajouta : « Je serai le dernier » (les commentateurs nous ont permis de savoir qu'elle avait en effet épousé Rami en premier et Rava en second). Ils ont cinq fils, dont l'aîné, Joseph, est mort du vivant de ses parents.
Rava étudie à l'Académie talmudique de Poumbedita, site de l'actuelle Falloujah, en Irak. Les professeurs de Rava sont Rav Yossef, Rabbah et principalement Rav Nachman qui vit à Veh-Ardashir. Son principal compagnon d'étude est Abaye. Ils ont à peu près le même âge et tous deux développent la méthode dialectique que Juda ben Ezéchiel et leur professeur Rabba avaient établie dans leurs discussions sur la tradition. Leurs débats sont devenus connus sous le nom de « Havayot de-Abaye ve-Rava ».
Rava bénéficie de la protection spéciale de la mère de Chapour II, le roi régnant de Perse. Pour cette raison, et en échange d'une grosse contribution financière à la cour du roi, qui fut tenue secrète, il réussit à rendre les oppressions de Chapour envers les Juifs de Babylone moins sévères.
Quand, après la mort de Rav Yosef, Abaye est  choisi à la tête de l'Académie de Poumbedita, Rava fonde sa propre école à Veh-Ardashir. De nombreux élèves, préférant ses cours à ceux d'Abaye le suivent. Après la mort d'Abaye, Rava est élu à la tête de l'école et l'académie est transférée de Poumbedita à Veh-Ardashir, qui devient alors le seul siège de l'enseignement juif en Babylonie.
Selon Sherira Gaon, Rava est mort en 352. Certains textes du Talmud disent qu'il est mort à 40 ans, étant l'un des descendants d'Éli qui ont été maudits de mort prématurée. Mais selon toute vraisemblance, la version correcte du texte se réfère à Rabbah et non à Rava : Rashi et Tossafot écrivent que Rava n'était pas un « Cohen », et donc ne descendait pas d'Éli (juge d'Israël) ; d'autre part, quand il a dit qu'il épouserait la fille de Rami bar Hama après que Rami l'ait fait, il ne voulait probablement pas maudire Rami pour qu'il meure, auquel cas il avait en tête de l'épouser en tant que divorcée, ce qui serait interdit à un « Cohen ». De plus, il a ordonné à ses fils de ne pas épouser de convertis, une instruction qui serait superflue pour un « Cohen », car il est interdit à tous les « Cohen » d'épouser des convertis. Enfin, il s'est rendu sur le lit de mort du Rav Huna, ce qu'un « Cohen » ne ferait pas pour éviter d'être sous le même toit qu'un cadavre.

## Enseignements

### Halakha
Les débats entre Rava et Abaye sont considérés comme des exemples classiques de la logique dialectique talmudique. Sur les centaines de litiges enregistrés, la loi est décidée selon l'opinion de Rava dans tous les cas sauf six. Sa méthodologie a grandement influencé non seulement ses étudiants, mais aussi l'Amoraïm. Rava est considéré comme une autorité plus grande qu'Abaye, et dans les cas où il y a une divergence d'opinion entre eux, Rava est généralement suivi. Il n'y a que six cas dans lesquels la décision d'Abaye est préférée. Rava allie « la conscience pratique du quotidien » à ses enseignements, tandis que les enseignements d'Abaye reposent uniquement sur « la logique cohérente et systématique de l'interprétation halakhique »
Rava occupe une position de premier plan parmi les enseignants de la halakha. Il établit de nombreuses décisions et règles, en particulier dans la loi cérémonielle. Il s'efforce de diffuser la connaissance de la halakha en l'exposant dans des conférences publiques. Beaucoup de ses décisions sont tirées de ces discours publics.  Il est un maître de l'exégèse halakhique, y ayant souvent recours pour démontrer l'autorité biblique sous-jacente aux réglementations légales. Il adopte certains principes herméneutiques qui sont en partie des modifications d'anciennes règles et en partie les siens.
Rava doit apparemment répondre à un scepticisme profondément ancré envers l'autorité rabbinique et défendre l'authenticité de sa tradition orale. Le scepticisme du judaïsme mahozan est alimenté par l'acceptation de la polémique manichéenne contre le zoroastrisme et son insistance sur la transmission orale, ainsi que par une forte préoccupation pour le problème de la théodicée, encouragée par une familiarité avec la théologie zoroastrienne. La créativité de Rava est alimentée par son environnement urbain cosmopolite. Par exemple, il statue que celui qui mange habituellement certains aliments non casher parce qu'il en aime le goût, est néanmoins digne de confiance en tant que témoin dans des affaires civiles. Il suggère également qu'un objet perdu appartient à la personne qui le découvre avant même que le perdant n'ait pris conscience de sa perte, car cela empêche le perdant de recourir aux tribunaux urbains pour tenter de récupérer sa propriété et élimine la période d'incertitude de possession, ce qui conduit au concept juridique selon lequel « l'abandon [psychologique] futur [de la possession] sans connaissance [de la perte] est [néanmoins comptabilisé rétrospectivement] comme un abandon ». En fin de compte, les opinions de Rava sont décisives pour façonner l’approche du Talmud de Babylone vis-à-vis du problème de la théodicée, du midrash juridique et de la conceptualisation, qui sont tous en contraste frappant avec le Talmud de Jérusalem .

### Haggada
Rava est aussi prééminent dans la haggada que dans la halakha. En plus des conférences à ses élèves, il a l'habitude de tenir des discours publics, dont la plupart ont un caractère haggadique. Plus nombreuses encore sont les interprétations qui, bien qu'elles ne soient pas expressément déclarées avoir été prononcées en public, semblent avoir été présentées devant un large public, puisqu'elles ne diffèrent pas des autres par la forme. La majorité de ces exposés, qui contiennent fréquemment des maximes et des proverbes populaires, réfèrent aux premiers livres du ketouvim : Psaumes, Proverbes, Livre de Job, Cantique des cantiques et Ecclésiaste.
Wilhelm Bacher en déduit à juste titre que les conférences haggadiques de Rava ont été prononcées en relation avec l'office de l'après-midi du shabbat, au cours duquel, selon une coutume observée à Nehardea, et plus tard probablement à Veh-Ardashir, des parashiyyot ont été lus dans les Ketouvim. Rava a donc joint son discours haggadique à la section biblique qui avait été lue.
L'étude de la Torah est un sujet fréquent de la haggada de Rava. Dans le jugement après la mort, chaque homme sera obligé de dire s'il a consacré un certain temps à l'étude et s'il a poursuivi avec diligence la connaissance de la Loi, s'efforçant de déduire le sens d'un passage d'un autre. La Torah, à son avis, est un « médicament » qui donne la vie à ceux qui s'y consacrent avec une bonne intention, mais un poison mortel pour ceux qui ne s'en prévalent pas correctement. « Un vrai disciple de la sagesse doit être droit, et son intérieur doit s'harmoniser avec son extérieur ». Rava insiste fréquemment sur le respect dû aux professeurs de la Loi, aux méthodes d'étude appropriées, et aux les règles applicables à l'instruction des jeunes. De plus, la haggada de Rava traite fréquemment des personnages de la Bible.

### Mysticisme
Rava a été secrètement initié, probablement par son professeur Rav Yosef, à l'ésotérisme haggadique, un certain nombre de ses enseignements étant teintés de mysticisme. On dit qu'il a créé un golem et l'a envoyé au Rav Zeira. Une fois, il a souhaité donner une conférence à l'académie sur le YHWH, mais un vieil homme l'a empêché, lui rappelant qu'une telle connaissance doit être gardée secrète.

### Citations
- La récompense de la participation à une discussion halakhique est son raisonnement, sa logique [pas les conclusions pratiques][34].
- Soit l'amitié (havruta), soit la mort. (dicton populaire) [35]
- Avant que je fusse formé, je ne méritais pas d'être formé, et maintenant que j'ai été formé, je ne le mérite toujours pas, car c'est comme si je n'avais pas été formé. Je suis poussière dans ma vie, et à plus forte raison, serais-je poussière dans ma mort[36].
- Une lampe éclaire un, une lampe éclaire cent[37].